# Rancho Nuevo, San Bartolo Tutotepec
Rancho Nuevo är en ort i Mexiko.   Den ligger i kommunen San Bartolo Tutotepec och delstaten Hidalgo, i den sydöstra delen av landet, 150 km nordost om huvudstaden Mexico City. Rancho Nuevo ligger 1 506 meter över havet och antalet invånare är 178.
Terrängen runt Rancho Nuevo är huvudsakligen bergig, men åt sydväst är den kuperad. Rancho Nuevo ligger uppe på en höjd. Runt Rancho Nuevo är det ganska tätbefolkat, med 60 invånare per kvadratkilometer. Närmaste större samhälle är Huehuetla, 15,4 km öster om Rancho Nuevo. I omgivningarna runt Rancho Nuevo växer i huvudsak städsegrön lövskog.